# Elmar Worgull

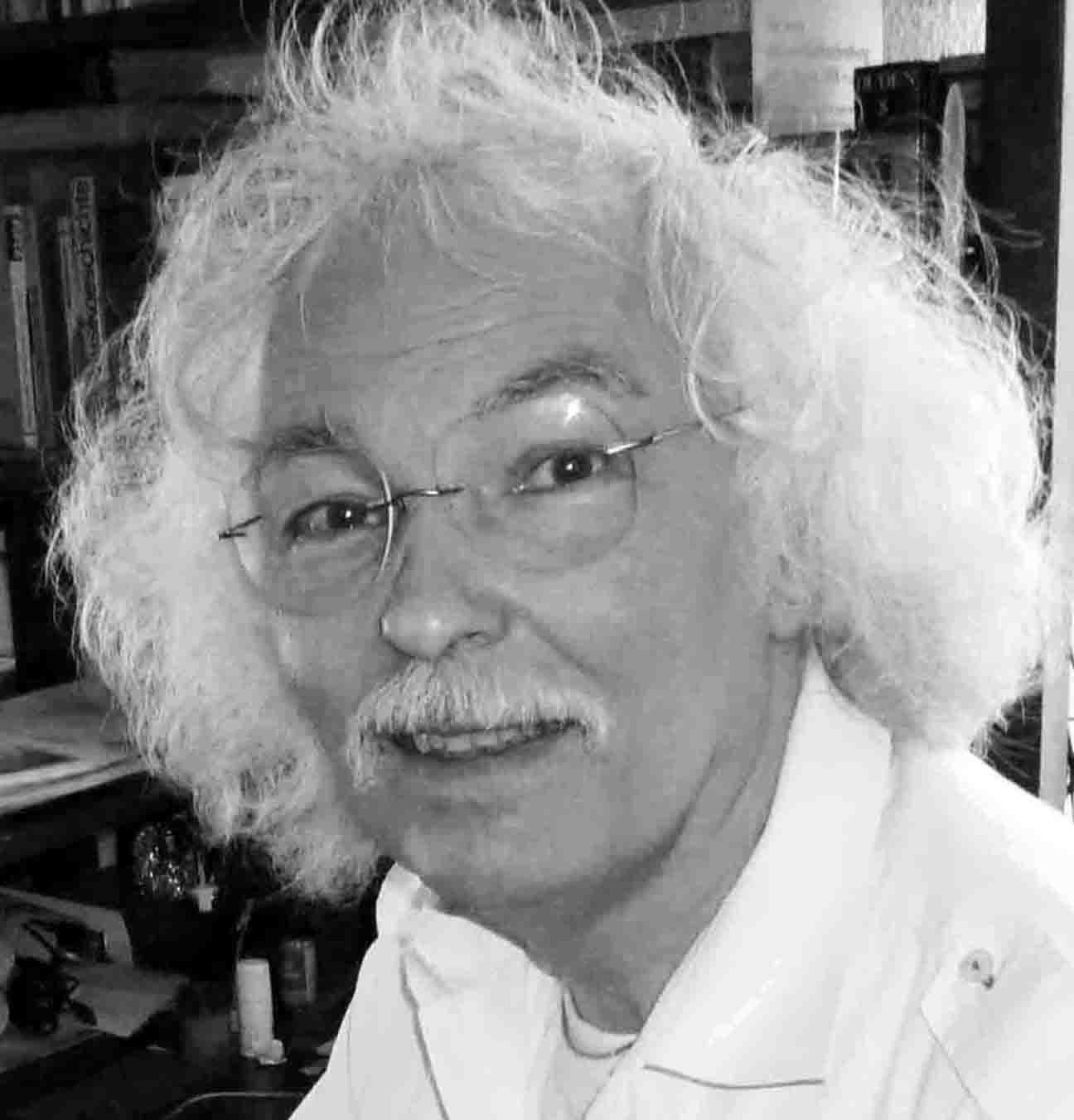
Elmar Worgull, 2016

Elmar Worgull (* 8. März 1949 in Speyer) ist ein deutscher bildender Künstler, Kunsthistoriker und Kunsterzieher.

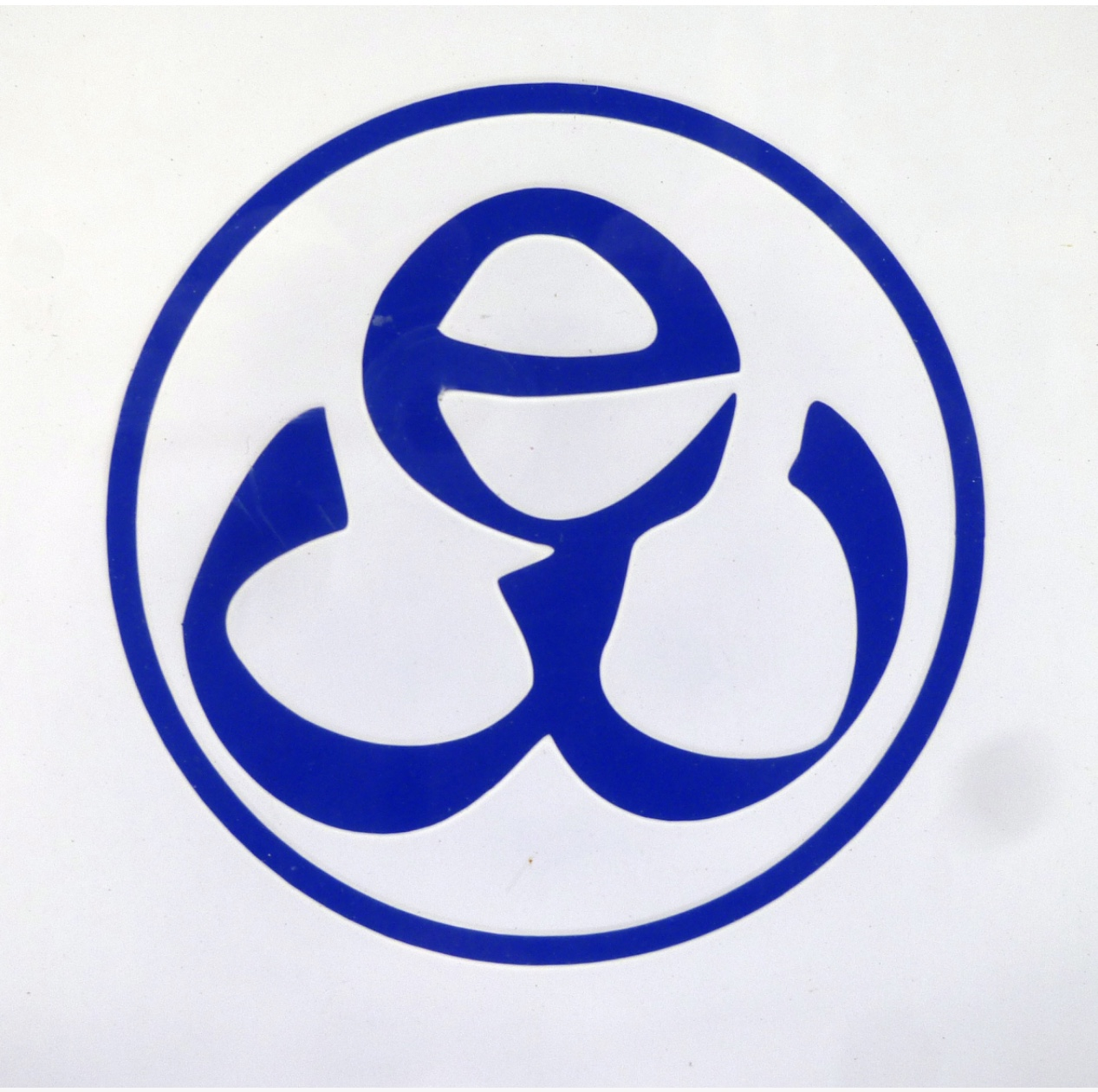
Monogramm von Elmar Worgull auf seinem Atelierschild

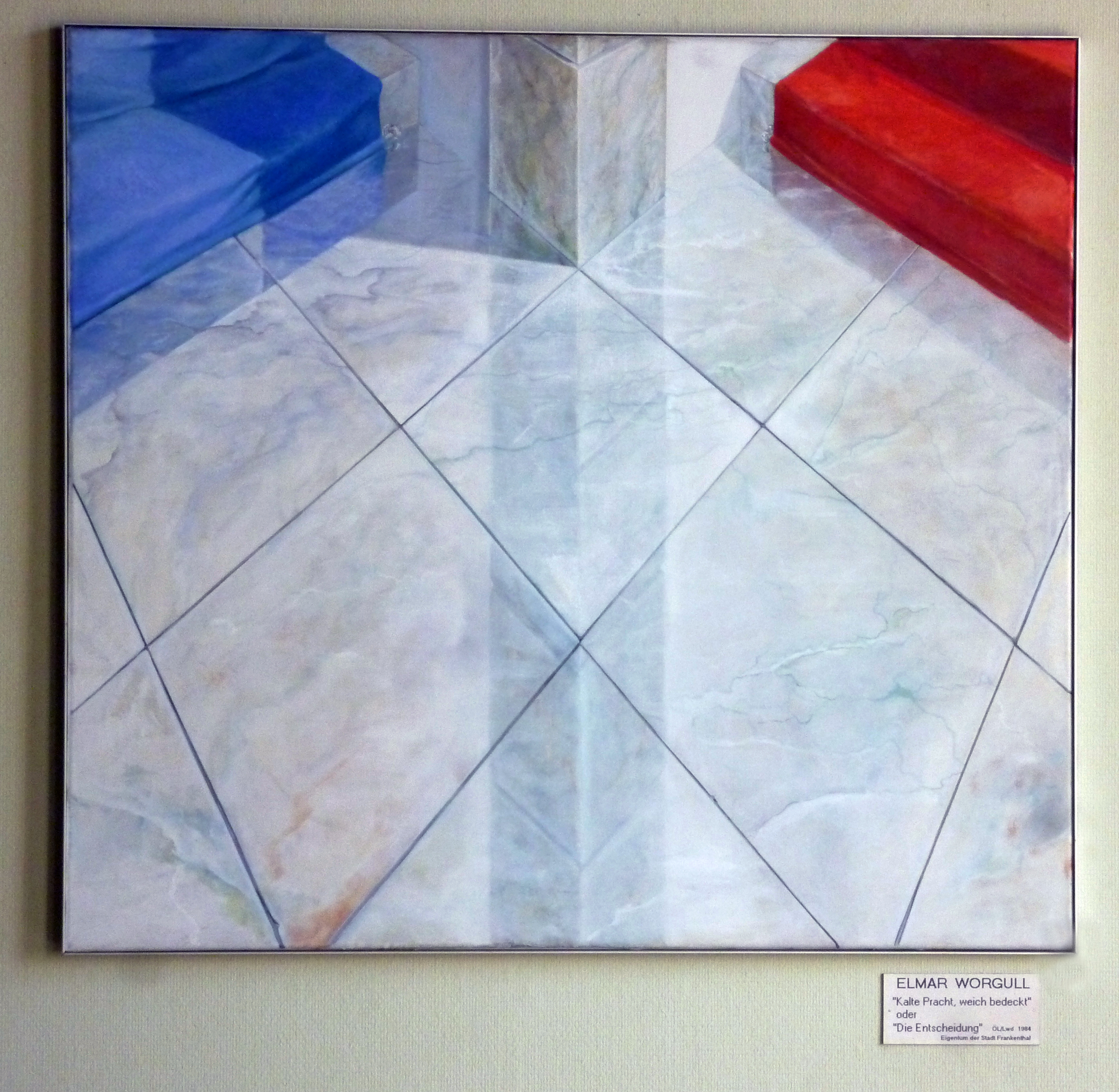
„Kalte Pracht, weich bedeckt“ oder „Die Entscheidung“, 1984, Öl auf Leinwand, 100 cm × 110 cm, Städtische Musikschule (Treppenhaus) der Stadt Frankenthal (Pfalz)

## Leben und Wirken
Elmar Worgull wurde als Sohn des Autoschlossers Otto und der Hausfrau Hermine Worgull in Speyer geboren. Er besuchte die Volksschule in Otterstadt bei Speyer bis zu seinem Eintritt in die naturwissenschaftliche Abteilung des Staatlichen Gymnasiums Speyer. Nach der mittleren Reife wechselte Worgull an das Max-Planck-Gymnasium Ludwigshafen, wo er auch das Abitur ablegte. Die künstlerische und kunsthandwerkliche Begabung wurde früh erkannt und gefördert. Als Schüler machte Worgull außerdem in Speyer bei Fotomeister Fritz Hermann mehrere Praktika.
Elmar Worgull studierte von 1971 bis 1977 an der Johannes-Gutenberg-Universität Mainz Kunstgeschichte und Kunsterziehung. Ein Stipendium der Universität ermöglichte ihm Forschungsreisen in Italien. Sie dienten vor allem dem Studium der Kunst des Quattrocento, das ein Thema seiner späteren Forschungen bleiben sollte. Es folgten Studienreisen in Europa, Asien, Afrika und Nordamerika, wo er sich in New York besonders der Modernen Malerei widmete. Zu seinen akademischen Lehrern zählen Fritz Viktor Arens, Richard Hamann-MacLean, Hans-Jürgen Imiela und Hartmut Biermann. Anregungen gaben Gotthelf Schlotter und Eberhard Schlotter. Werner König förderte das musikalische Verständnis, auch der modernen Musik. Ebenso wichtig waren die Anregungen von Paul Badura-Skoda zu Ludwig van Beethoven und Franz Schubert, die in seinen Forschungen zur Ikonographie einen zentralen Platz einnehmen. Letztere führte zu einer Zusammenarbeit mit Eva Badura-Skoda. Nach den beiden Staatsexamina (1977/1979) unterrichtete Worgull bis 2013 als Kunsterzieher an Gymnasien in Mainz, Ludwigshafen und Frankenthal (Albert-Einstein-Gymnasium).
Elmar Worgull war seit 1981 künstlerischer Leiter des Kunstvereins Frankenthal, dem er den Namen „Die Treidler“ gab. Er begründete das „Forum denk-mal Denkmalschützer Frankenthal e. V.“, dem er bis heute vorsteht und war Mitglied des Beirats des Erkenbert-Museums Frankenthal. Sein Einsatz für die Denkmalpflege, sein Ablehnen stilwidriger, modernistischer Überbauungen oder der Benutzung alter Baudenkmäler für eine in seinen Augen problematische Eventkultur stand nicht selten im Widerspruch zur herrschenden Meinung.
Als Bildender Künstler, mit den Schwerpunkten Malerei und Zeichnung, vertritt Worgull den Interrealismus. Er bezeichnet, wie der Kunsthistoriker Hartmut Biermann mit Worgulls Worten erläutert, „ein Schweben zwischen den Realitäten“ und will aber auch in ironischer Form die Doppelbödigkeit der Begriffe der zahlreichen Realismen, wie z. B. Fotorealismus, Kritischer Realismus, Sozialistischer Realismus etc. verdeutlichen.
Zu Worgulls kunsthistorischen Aufgabenbereichen zählen die Beethoven- und Schubert-Ikonographie, die Baugeschichte des Mittelalters sowie die Architekturgeschichte des Quattrocento. Die von Worgull entwickelte, in der Ikonographie angewandte Methode der isoproportionalen Analyse, sowie die dadurch erzielten Entdeckungen zu Beethoven- und Schubertbildnissen, führten zur Mitarbeit am Schubert-Lexikon (Graz 1997). 1997 erfolgte die Einladung zu einem Vortrag auf der Internationalen Schubert-Konferenz „Schubert und seine Freunde“  in Wien (22. – 26. Mai 1997).
Auf dem Gebiet der Baugeschichte des Mittelalters hat Worgull mit Hilfe von fotogrammatischen Vermessungen die Theorie, mittelalterliche Architekturen enthielten geometrische Gesetzmäßigkeiten, auf eine sichere Grundlage gestellt. In Steinerne Geometrie (2005) zeigt er, wie die romanische Kirche des ehemaligen Augustiner-Chorherrenstifts in Frankenthal (Pfalz), die heutige sogenannte Erkenbert-Ruine, in ihren Maßen und Proportionen aus der geometrischen Figur des gleichseitigen Dreiecks entwickelt wurde. Worgulls Hauptwerk ist ebenfalls dieser im Jahre 1119 gestifteten Klosterkirche gewidmet. Frankenthals Romanische Kloster-Basilika (2013), ist eine Zusammenfassung des Wissens über diese Sakralarchitektur, die als Keimzelle des mittelalterlichen Frankenthals gilt. Unterstrichen wird die überregionale Bedeutung des Bauwerkes und ist gleichzeitig ein Plädoyer für einen verantwortungsvollen Umgang mit dem kulturellen Erbe. Worgull gestaltet den bildnerischen Teil seiner kunsthistorischen Publikationen mit eigenem fotografischen und zeichnerischen Material selbst. Von Worgulls Bemühungen, wissenschaftliche Erkenntnisse im Kunstunterricht praktisch umzusetzen, zeugen mit Schülern gemeinsam erstellte Arbeiten.

## Werke
- s. worldcat.org: Worgull, Elmar

### Buchveröffentlichungen
- Blech / Leinwand. Elmar Worgull: Gemälde 1987–1992. Einführung. Roland Dorn. Hermann Schmidt, Mainz 1992, ISBN 3-87439-263-5.
- Steinerne Geometrie. Das gleichseitige Dreieck als Bauprinzip für die romanische Kirche des Augustiner-Chorherrenstifts in Frankenthal. (Hartmut Biermann zum 80. Geburtstag). Wernersche Verlagsgesellschaft, Worms 2005, ISBN 3-88462-214-5.
- Das Modell des Kaiserdoms zu Speyer von Otto Martin, Entstehung und Bedeutung: Ein Vademekum zur Betrachtung des Dom-Modells im Historischen Museum der Pfalz in Speyer. Wernersche Verlagsgesellschaft, Worms 2009, ISBN 978-3-88462-280-3.
- Frankenthals romanische Kloster-Basilika im Umfeld der Reform-Architekturen von Cluny und Hirsau. Wernersche Verlagsgesellschaft, Worms 2013, ISBN 978-3-88462-343-5.
- Franz Schubert in Bilddokumenten seiner Freunde und Zeitgenossen. Kunsthistorische Betrachtungen zur Schubert-Ikonographie. Wernersche Verlagsgesellschaft, Worms 2018, ISBN 978-3-88462-388-6.
- Georg Kolbe und das Beethoven-Denkmal in Frankfurt. Denkmal wider ein Denkmal. Wernersche Verlagsgesellschaft, Worms 2022, ISBN 978-3-88462-413-5.

### Veröffentlichungen in Fachzeitschriften, Festschriften und Lexika

#### Ikonographie und Malerei
- Ikonographie. In: Ernst Hilmar, Magret Jestremski (Hrsg.): Schubert-Lexikon. Akademische Druck- u. Verlagsanstalt, Graz 1997 u. 1998, S. 206–209.
- Das Steinhauser-Schott-Beethovenjugendbildnis. In: Mainzer Zeitschrift: Mittelrheinisches Jahrbuch für Archäologie, Kunst und Geschichte (Prof. Dr. Fritz Arens gewidmet). Verlag des Mainzer Altertumsvereins, Mainz. 73/74 (1979), S. 261–266.
- Ein unaufgeschlüsseltes Beethovenbild. In: Mainzer Zeitschrift: Mittelrheinisches Jahrbuch für Archäologie, Kunst und Geschichte. Verlag des Mainzer Altertumsvereins, Mainz. 73/74 (1979), S. 267–269.
- Ferdinand Georg Waldmüller malt Ludwig van Beethoven. Beethovenikonographie und Kunstgeschichte. In: Studien zur Musikwissenschaft. Hans Schneider, Tutzing 1979, S. 107–153. (= Beihefte der Denkmäler der Tonkunst in Österreich. 30.)
- Ein repräsentatives Jugendbildnis Schuberts. Schuberts äußere Erscheinung in zeitgenössischen Dokumenten als Grundlage für eine isoproportionale Analyse über das Portrait. In: Schubert durch die Brille. Mitteilungen. Internationales Franz-Schubert-Institut Wien. Hans Schneider, Tutzing 12 (1994), S. 55–89.
- Zwei Fehlzuschreibungen in der Schubert-Ikonographie. In: Schubert durch die Brille. Mitteilungen. Internationales Franz-Schubert-Institut. Wien. Hans Schneider, Tutzing 16/17 (1996), S. 158–171.
- Ferdinand Georg Waldmüller skizziert Franz Schubert im Freundeskreis. Ikonographie und kompositorische Spezifika eines unikaten Bilddokuments. In: Schubert durch die Brille. Mitteilungen. Internationales Franz-Schubert-Institut Wien. Hans Schneider, Tutzing 18 (1997), S. 103–124.
- Schubert ohne Brille. Schuberts Gesichtsmaske als Vorbild für das Gemälde in der Gesellschaft der Musikfreunde in Wien. In: Schubert durch die Brille. Mitteilungen. Internationales Franz-Schubert-Institut Wien. Hans Schneider, Tutzing 20 (1998), S. 133–149.
- Franz Schuberts Gesichtsmaske und ihre Vorbildfunktion in Zeichnungen Moritz von Schwinds. In: Biblos: Beiträge zu Buch, Bibliothek und Schrift. Österreichische Nationalbibliothek Wien. (Werner König zum 65. Geburtstag gewidmet). Böhlau Verlag, Wien u. a. 1997, S. 345–388.
- Rasumowsky-Darstellungen von Roslin bis Waldmüller. Eine Aporetik des Porträtbegriffs. In: Biblos: Beiträge zu Buch, Bibliothek und Schrift. Österreichische Nationalbibliothek Wien. (Eva Badura-Skoda gewidmet). Böhlau Verlag, Wien u. a. 1998, S. 207–253.
- Kunsthistorische Untersuchungsmethoden als ein interdisziplinärer Aspekt in der Schubert-Ikonographie. In: Schubert und seine Freunde. Hrsg. von Eva Badura-Skoda, Gerold W. Gruber, Walburga Litschauer, Carmen Ottner. Böhlau Verlag, Wien u. a. 1999, S. 343–360.
- Schuberts unbekannter Nachbar in Kupelwiesers Aquarell „Der Sündenfall“. In: Schubert durch die Brille. Mitteilungen. Internationales Franz-Schubert-Institut Wien. Hans Schneider, Tutzing 26 (2001), S. 101–108.
- Über Malerei. Vom Griff zur Farbe zum Farbbegriff. In: Festschrift für Hartmut Biermann. Hrsg. von Christoph Andreas, Maraike Bückling, Roland Dorn. VCH Verlagsgesellschaft, Weinheim 1990, ISBN 978-3-527-17712-7, S. 275–285.
- Zwei vor der Vergessenheit bewahrte Gemälde des Speyerer Malers Willy Weiglein. In: Pfälzer Heimat: Zeitschrift der Pfälzischen Gesellschaft zur Förderung der Wissenschaften in Verbindung mit dem Historischen Verein der Pfalz und der Stiftung zur Förderung der pfälzischen Geschichtsforschung. Verlag der Pfälzischen Gesellschaft zur Förderung der Wissenschaften Speyer, Speyer 2021, ISSN 0031-6679, Jahrgang 72, Heft 1, S. 37–44.

#### Architektur und Baugeschichte
- mit Hartmut Biermann: Das Palastmodell des Giuliano da Sangallo für Ferdinand I., König von Neapel. Ein Rekonstruktionsversuch. In: Jahrbuch der Preußischen Kunstsammlungen. (Richard Hamann-MacLean zum 70. Geburtstag). Gebr. Mann Verlag, Berlin, Neue Folge 21 (1979), S. 91–118.
- Die Bauskulptur der Frankenthaler Erkenbertruine im Widerspruch der Kunstgeschichte. In: Zeitschrift des Deutschen Vereins für Kunstwissenschaft. Deutscher Verlag für Kunstwissenschaft, Berlin, 38 (1984), S. 3–13. (Nachdruck in: Frankenthal einst und jetzt / Stadt Frankenthal in Verbindung mit dem Frankenthaler Altertumsverein, Frankenthal 1989, S. 71–81.)
- Der Frankenthaler Rebus, ein Trinitätssymbol? In: Frankenthal einst und jetzt. Hrsg. Stadt Frankenthal in Verbindung mit dem Frankenthaler Altertumsverein. Frankenthal 1986, S. 79–81.
- Zahlen, Zirkel, Lineal. Arithmetik und Geometrie bei mittelalterlichen Sakralbauten und ihr Nachweis an Frankenthals ehemaliger Kirche des Augustiner-Chorherrenstifts. In: Schätze aus Pergament. Mittelalterliche Handschriften aus Frankenthal. Hrsg. im Auftrag der Stadt Frankenthal von Edgar J. Hürkey. Frankenthal (Pfalz) 2007, S. 81–97.
- Das Modell des Speyerer Kaiserdomes von Holzbildhauer Otto Martin im Historischen Museum der Pfalz in Speyer. Zur Problematik historischer Bilddokumente als selektive Grundlagen für rekonstruierte Erscheinungsformen des Doms. In: Pfälzer Heimat: Zeitschrift der Pfälzischen Gesellschaft zur Förderung der Wissenschaften in Verbindung mit dem Historischen Verein der Pfalz und der Stiftung zur Förderung der pfälzischen Geschichtsforschung. (Paul Badura-Skoda zu seinem 80. Geburtstag in Freundschaft gewidmet). Verlag der Pfälzischen Gesellschaft zur Förderung der Wissenschaften, Speyer 2007, Heft 2, S. 60–80.
- Blicke auf Vita und museale Werke des in Speyer wirkenden Holzbildhauers Otto Martin (1872–1950). In: Pfälzer Heimat: Zeitschrift der Pfälzischen Gesellschaft zur Förderung der Wissenschaften in Verbindung mit dem Historischen Verein der Pfalz und der Stiftung zur Förderung der pfälzischen Geschichtsforschung. Verlag der Pfälzischen Gesellschaft zur Förderung der Wissenschaften, Speyer 2009, Heft 1 (2009), S. 19–26.
- Neu entdeckte mittelalterliche Bauskulpturen aus dem einstigen Kloster in Höningen. Eine Betrachtung über die raren Fundstücke. In: Pfälzer Heimat: Zeitschrift der Pfälzischen Gesellschaft zur Förderung der Wissenschaften in Verbindung mit dem Historischen Verein der Pfalz und der Stiftung zur Förderung der pfälzischen Geschichtsforschung. Verlag der Pfälzischen Gesellschaft zur Förderung der Wissenschaften Speyer, Speyer 2015, Heft 1, S. 1–11.
- Ein mittelalterliches Lavabo aus Höningens einstigem Kloster. Bestandsaufnahme über eine bisher unbekannte Bauskulptur. In: Pfälzer Heimat: Zeitschrift der Pfälzischen Gesellschaft zur Förderung der Wissenschaften in Verbindung mit dem Historischen Verein der Pfalz und der Stiftung zur Förderung der pfälzischen Geschichtsforschung. Verlag der Pfälzischen Gesellschaft zur Förderung der Wissenschaften Speyer, Speyer 2015. Heft 2 (2015), S. 100–102.
- Frankenthal romanische Klosterbasilika und ihre überregionale Bedeutung. Neueste bau- und kunstgeschichtliche Erkenntnisse. In: Der Wormsgau: Wissenschaftliche Zeitschrift der Stadt Worms und des Altertumsvereins Worms e. V. (Herrn Prof. Dr. Dr. Otto Böcher gewidmet). Stadt Worms und Wernersche Verlagsgesellschaft, Worms 2015, 31 (2014/15), S. 19–32.
- Von Frankenthals romanischer Kloster-Basilika bis zur Erkenbert-Ruine. Neue Erkenntnisse zu ihren mittelalterlichen Bauphasen und zu der Entstehung der Gewölbe in den Seitenschiffen. Herrn Prof. Dr.-Ing. habil. Hartmut Hofrichter gewidmet. In: Pfälzer Heimat: Zeitschrift der Pfälzischen Gesellschaft zur Förderung der Wissenschaften in Verbindung mit dem Historischen Verein der Pfalz und der Stiftung zur Förderung der pfälzischen Geschichtsforschung. Verlag der Pfälzischen Gesellschaft zur Förderung der Wissenschaften Speyer, Speyer 2016, Heft 2 (2016) S. 87–102.
- Das einstige Deckengemälde in Frankenthals barocker Dreifaltigkeitskirche auf historischen, im Jahr 2016 entdeckten Fotos. In: Pfälzer Heimat: Zeitschrift der Pfälzischen Gesellschaft zur Förderung der Wissenschaften in Verbindung mit dem Historischen Verein der Pfalz und der Stiftung zur Förderung der pfälzischen Geschichtsforschung. Verlag der Pfälzischen Gesellschaft zur Förderung der Wissenschaften, Speyer 2017, Heft 1 (2017), S. 22–28.
- Die mittelalterliche Vorhalle an Frankenthals einstiger Klosterkirche des Augustiner-Chorherren-Stifts. Thesen zu ihrer Baugeschichte als ein Beitrag zu der 900-jährigen Grundsteinlegung der Basilika. In: Pfälzer Heimat: Zeitschrift der Pfälzischen Gesellschaft zur Förderung der Wissenschaften in Verbindung mit dem Historischen Verein der Pfalz und der Stiftung zur Förderung der pfälzischen Geschichtsforschung. Verlag der Pfälzischen Gesellschaft zur Förderung der Wissenschaften Speyer, Speyer 2020, Heft 1(2020) S. 33–43.
- Ergänzung zu der Studie über die mittelalterliche Vorhalle zu Frankenthals einstiger Klosterkirche. In: Pfälzer Heimat: Zeitschrift der Pfälzischen Gesellschaft zur Förderung der Wissenschaften in Verbindung mit dem Historischen Verein der Pfalz und der Stiftung zur Förderung der pfälzischen Geschichtsforschung. Verlag der Pfälzischen Gesellschaft zur Förderung der Wissenschaften Speyer, Speyer 2020, Heft 2 (2020), S. 89–91.
- Der Frankenthaler Lettner. Einblicke in die Baugeschichte eines singulären mittelalterlichen Baudenkmals unserer Region. In: Der Wormsgau. Wissenschaftliche Zeitschrift der Stadt Worms und des Altertumsvereins Worms e. V. Verlag: Stadtarchiv und Wernersche Verlagsgesellschaft, Worms 2021. ISSN 0084-2613, Band 37, 2021, S. 9–27.

#### Didaktik der Kunsterziehung
- Zum Beispiel: Edward Hopper: 7 a.m. In: Kunst und Unterricht: Zeitschrift für Pädagogik. Friedrich Verlag, Seelze. Heft 169 (1993), S. 14–15.
- Zum Beispiel: Domenico Ghirlandaio: Greis und Kind. In: Kunst und Unterricht. Zeitschrift für Pädagogik. Friedrich Verlag Seelze. Heft 236 (1999), S. 41–43.
- Jung und Alt als bildnerische Aufgabe. In: Kunst und Unterricht. Zeitschrift für Pädagogik. Friedrich Verlag, Seelze. Heft 236 (1999), S. 9–10.

### Künstlerisches Werk (Auswahl)

#### Malerei
- Cornelius Fleischmann, 1977, Öl auf Leinwand, 110 cm × 90 cm, Mittelrheinisches Landesmuseum Mainz.[11]
- „Kalte Pracht, weich bedeckt“ oder „Die Entscheidung“, 1984, Öl auf Leinwand, 100 cm × 110 cm, Stadt Frankenthal, Städtische Musikschule (Treppenhaus).[12]
- Gewaltenteilung, 1987, Triptychon, Öl auf Leinwand, jeweils 100 cm × 90 cm, Stadtsparkasse Rhein-Haardt, Filiale Frankenthal (Schalterhalle).

#### Plastische Werke
- Gedenktafel für Eugen Kling, 1990, (Bronze). Stadt Frankenthal, Kleines Rheindorfhaus in Frankenthal-Mörsch, Ahornstraße 4.[13]
- Sockel für die Statue der Karoline von Baden, Königin von Bayern, 1998, Frankenthal, Röntgenplatz 5, am Karolinengymnasium.[14]

## Fernsehbeiträge
- Susanne Armbruster: Zwei Ausstellungen im Mittelrheinischen Landesmuseum in Mainz: Kurt Lehmann und Elmar Worgull. SWF Mainz, Fernsehbeitrag vom 14. Juli 1980, Kulturspiegel.
- Elmar Worgull im „Blauen Haus“ des Kunstvereins in Speyer. SWF Mainz, Fernsehbeitrag vom 23. Juni 1988 (verantwortlicher Redakteur: Helmut Riedl), Blick ins Land.